# Alexandre Lenkov
Alexandre Lenkov (en russe : Александр Сергеевич Леньков), né le 17 mai 1943 à Rasskazovo en Union soviétique et mort le 21 avril 2014 à Moscou (Russie), est un acteur soviétique puis russe.

## Filmographie partielle
- 1965 : Donnez-moi le livre des réclamations (Дайте жалобную книгу) de Eldar Riazanov
- 1985 : La Cerise d’hiver (Зимняя вишня) de Igor Maslennikov
- 1988 : La Petite Véra (Маленькая Вера) de Vassili Pitchoul
- 1998 : Le Barbier de Sibérie (Сибирский цирюльник) de Nikita Mikhalkov

## Récompenses et nominations

### Récompenses
- 1997 : Artiste du peuple de la fédération de Russie[1]